# Termeléselmélet
Termeléselméletnek hívjuk a mikroökonómia azon részterületét, amely a vállalatok termelési döntéseit vizsgálja.
A mikroökonómia nagymértékben leegyszerűsíti a termelés fogalmát: termelési tényezők, inputok (a munkaerő, a tőkejavak és a föld) más javakká (kibocsátássá, outputtá) történő átalakításaként értelmezi. Az átalakítás folyamata a termeléselmélet szemszögéből érdektelen: a lényeg csupán a mennyiségi összefüggés, nevezetesen hogy valamekkora mennyiségű inputok kombinációjával mekkora kibocsátás érhető el. Hasonlóképpen nem foglalkozik a termeléselmélet a vállalatok belső felépítésével vagy az általuk végzett nem termelő (például befektetési, hitelfelvételi, szociális stb.) tevékenységgel sem. Utóbbi állításból következik, hogy a termeléselmélet modelljében a vállalati bevétel az árbevételre, az összköltség pedig a felhasznált termelési tényezők megvásárlására fordított összegre korlátozódik.
A „termelési döntés” lényegében az inputok és outputok mennyiségeinek megválasztását jelenti. Nemversenyzői piacokon mindez kiegészül a tényezőárak és/vagy outputárak megválasztásával, illetve befolyásolásával.
A termeléselmélet legfontosabb feltevése, hogy a vállalatok racionális döntéshozók, így az összes számukra elérhető információ figyelembevételével olyan termelési döntést hoznak, amivel a legnagyobb profit érhető el. Egyszerűbben: a vállalatok profitmaximalizálók.

## A termelési döntést befolyásoló tényezők

### A technológia
A termeléshez hasonlóan a mikroökonómia a technológia fogalmát is leegyszerűsíti. A technológia azt mutatja meg, hogy az inputok egy adott kombinációja mekkora outputot eredményezhet. A technológia az úgynevezett termelési halmazban ölt testet: ez egy olyan halmaz, amelyben a vállalat számára megvalósítható input–output kombinációk találhatók.

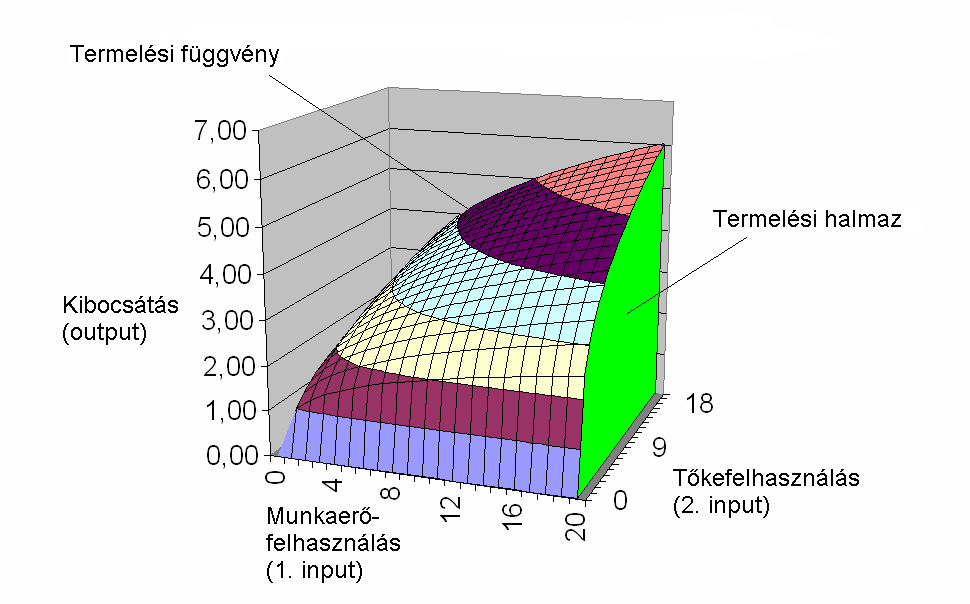
Kétváltozós termelési függvény és termelési halmaz

A továbbiakban feltételezzük, hogy a vállalat csak egy outputot állít elő. Ekkor a termelési halmazt felülről burkoló görbe egy függvény, amelynek változói az inputmennyiségek, értéke pedig a kibocsátással egyenlő. Ezt a függvényt termelési függvénynek nevezzük. A termelési függvény minden egyes tényezőkombinációhoz azt a maximális kibocsátást rendeli, ami ezen tényezőmennyiségek mellett még éppen megvalósítható.
A termelési függvény valamelyik tényező szerinti parciális deriváltja a határtermék, amelynek jele MPi (i az i-edik tényezőre utal). A határtermék megmutatja, hogy az i-edik tényező mennyiségének egységnyi növelése minden más input változatlansága mellett mennyivel változtatja meg a kibocsátást.
A kétváltozós termelési függvény szintvonalait egyenlőtermék-görbéknek hívjuk.
Amikor a vállalat meghozza termelési döntését, a termelési halmazból választ egy input–output kombinációt. Még pontosabban: a termelési függvény pontjai közül fog választani, mert ha nem arról választana, akkor a tényezőfelhasználás változatlansága mellett is képes volna növelni a kibocsátást, ami pluszhasznot hozna a számára (az árbevétel emelkedne, a költségek viszont változatlanok maradnának). A technológia tehát úgy hat a vállalat termelési döntésére, hogy korlátot állít az elé: a termelési függvény korlátját.

### Tényezőárak
A termelési tényezők árai a vállalat költségeit befolyásolják. Említettük, hogy a termeléselmélet modelljében az összköltség a termelési tényezők megvásárlására fordított összeggel egyenlő, vagyis így írható fel:
w1, w2, …, wk az inputárakat, x1, x2 stb. pedig a felhasznált tényezőmennyiségeket jelöli.
Világos, hogy valamelyik termelési tényező árának emelkedése növeli, csökkenése pedig csökkenti a vállalat összköltségét. Azt, hogy ez a költségváltozás miképpen hat a drágább/olcsóbb input, a többi input, valamint az output profitmaximalizáló mennyiségére, a későbbiekben vesszük szemügyre.

### Outputárak
A vállalat által előállított egy vagy több output ára(i) az árbevételen keresztül hat(nak) a profitra, ezáltal a vállalat termelési döntésére. Ha az outputok száma n, az árbevétel így írható fel:
Pi jelöli az i-edik output piaci árát, yi pedig az ebből megtermelt mennyiséget (vagyis a kibocsátást).
Versenyző vállalat esetén az outputár adottság, amit a vállalat nem képes befolyásolni. Nemtökéletes versenynél viszont az ár a vállalati kibocsátásnak valamilyen függvénye (monopólium esetében ez az említett függvény éppen a piaci kereslet), ami bonyolultabbá teszi a termelési döntések meghozatalát.

### Rövid és hosszú táv
A termeléselmélet modellje egy ponton számításba veszi a vállalatok technológiai és piaci alkalmazkodásához szükséges meglehetősen hosszú időt. Azt mondjuk, hogy rövid távon van legalább egy olyan termelési tényező, amelynek a felhasznált mennyiségét a vállalat nem képes megváltoztatni. Például hiába eredményezne nagyobb profitot egy újabb üzemcsarnok felépítése, ez egy költséges beruházás, ami azonnal nem valósítható meg. Az ilyen tényezőket rögzített inputoknak nevezzük. Hosszú távon viszont a vállalat minden input mennyiségét szabadon változtathatja.
A rögzített inputok léte fontos következményekkel jár a vállalat költségeire nézve. Tekintsünk egy egyszerű problémát: a vállalatnak két input (x1, x2) és egy output (y) mennyiségéről kell döntést hoznia, és a második input rögzített ({\displaystyle x_{2}={\bar {x}}_{2}}). A termelési függvény legyen egyszerűen a két tényezőmennyiség szorzata:
Az összköltség pedig ilyen alakú:
Fejezzük ki x1-et a termelési függvényből, majd helyettesítsük a költségfüggvénybe.
Az összköltségnek két, egymástól jól elkülöníthető része van: az egyik függ y-tól, a másik ({\displaystyle w_{2}{\bar {x}}_{2}}) pedig egy konstans. Előbbit változó költségnek, utóbbit állandó vagy fix költségnek nevezzük. Ha a 2. input nem lenne rögzített, akkor x2 is függne y-tól (hogy pontosan hogyan, az a költségminimalizálási feladat megoldásából derülne ki). Mivel ugyanez az eredmény (bonyolultabb módon) kettőnél több tényező esetén is adódik, megállapíthatjuk, hogy rövid távon, amikor legalább egy input rögzített, vannak fix költségek, ellentétben a hosszú távval, amikor is minden költség változó költség (vagyis a kibocsátás függvénye).

## Profitmaximalizálás

### A profitmaximum levezetése
Vizsgáljuk meg a versenyző vállalat döntési problémáját egy output (amelynek az ára P) és k input esetén, hosszú távon. A vállalat célja, mint már említettük, profitjának maximalizálása. A maximális profit ({\displaystyle \pi \,}) az árbevétel és az összköltség különbségeként adódik:
y helyére a termelési függvény helyettesíthető:
Feltesszük, hogy a profitfüggvény minden tényezőmennyiség szerint parciálisan differenciálható. Ekkor profitmaximumban a profitfüggvény inputok szerinti parciális deriváltjai 0-val egyenlők (a szélső érték másodrendű feltételeitől eltekintünk):
Amikből:
A bal oldalon szereplő kifejezéseket szokás az első, második, …, k-adik input határtermék-bevételének is nevezni és MRP-vel jelölni. Az egyenletrendszer tömörebb formában vektoregyenletként is írható: ha {\displaystyle \mathbf {w} =(w_{1},w_{2},...,w_{k})} az inputárak és {\displaystyle \mathbf {x^{*}} =(x_{1}^{*},x_{2}^{*},...,x_{k}^{*})} az optimális tényezőmennyiségek vektora, továbbá {\displaystyle \nabla f(\mathbf {x} )} a termelési függvény gradiense (a függvény parciális deriváltjaiból álló vektor), akkor profitmaximumban:
k darab egyenletünk van és k darab ismeretlen (x1, x2, …, xk). Ha ennek az egyenletrendszernek a megoldása létezik és egyértelmű, megkapjuk a termelési tényezők profitmaximalizáló szintjét az árak függvényében, vagyis a vállalat tényezőkeresleti függvényeit: {\displaystyle x_{i}(P,w_{1},w_{2},...,w_{n})\,}. A kibocsátás a termelési függvénybe való behelyettesítéssel adódik; ha ezt is az árak függvényében írjuk fel, akkor az eredmény a vállalat kínálati függvénye lesz: {\displaystyle y(P,w_{1},w_{2},...,w_{n})\,}.
A kapott egyenleteket közgazdasági szempontból is megmagyarázhatjuk: a vállalat minden általa felhasznált tényezőnek addig növeli a mennyiségét, amíg az utolsó egységből származó bevétel (MRPi) nem lesz egyenlő az utolsó egységre jutó kiadással (vagyis az egységárral, wi-vel). Ha ugyanis MRPi nagyobb, mint wi, akkor a vállalatnak érdemes még egy egységgel növelni az i-edik input felhasználását, mert az {\displaystyle MRP_{i}-w_{i}\,} profittöbbletet eredményez. Ha viszont MRPi kisebb lenne, mint wi, akkor a vállalatnak érdemes volna lemondania az i-edik tényező utolsó felhasznált egységéről, mert az {\displaystyle w_{i}-MRP_{i}\,} veszteséggel jár. Így az egyensúly ott fog kialakulni, ahol a határtermék-bevétel éppen a határkiadással (az inputárral) egyenlő.

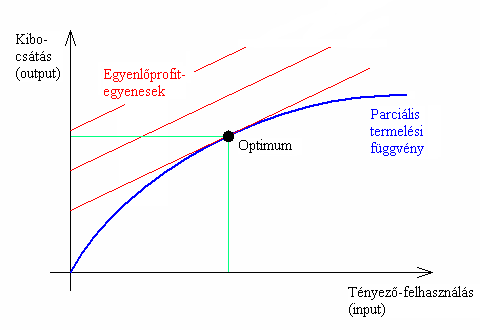
A profitmaximalizálás grafikus megközelítésben

### Grafikus módszer
A probléma mindezek mellett még grafikus eszközökkel is szemléltethető. A termelési függvénynek az i-edik input szerinti parciális függvénye ábrázolható egy derékszögű koordináta-rendszerben, ahol a vízszintes tengely xi-t, a függőleges pedig y-t reprezentálja. Ugyanebben a koordináta-rendszerben felvehetők úgynevezett egyenlőprofit-egyenesek (más néven izoprofit-egyenesek), amelyek az i-edik tényező mennyiségének és a kibocsátásnak azon kombinációit tartalmazzák, amelyek ugyanakkora profitot eredményeznek a vállalat számára (a fennmaradó k‒1 input mennyiségét rögzítettük). Az egyenlőprofit-egyenesek egyenlete y-ra rendezve:
Az egyenletből könnyen leolvasható, hogy az izoprofit-egyenesek meredeksége {\displaystyle {\frac {w_{i}}{P}}}. Az is világos, hogy a derékszögű koordináta-rendszerben balra és fölfelé haladva lesz egyre nagyobb a profit: minél nagyobb a kibocsátás és minél kisebb a tényezőfelhasználás, annál több haszon marad a vállalatnál. A parciális termelési függvény legmagasabb profitot biztosító pontja az lesz, ahol a függvény éppen érint egy egyenlőprofit-egyenest. Az érintés feltétele, hogy a függvény és az egyenes meredeksége egyenlő legyen; a parciális termelési függvény meredeksége a határtermék (MPi), így az optimumban:
Mindkét oldalt P-vel szorozva az előbbiekkel azonos egyenletet kapunk. Mivel pedig bármely termelési tényezőt kiválaszthatnánk „i-ediknek”, ez valójában k hasonló egyenletet jelent.
Több olyan eset is előfordulhat azonban, amikor az érintési feltétel nem teljesülhet; így például az, amikor a parciális termelési függvények közül legalább egy konvex, vagyis az egyik (vagy több) határtermékfüggvény növekvő. Ekkor tulajdonképpen a végtelenségig célszerű volna növelni a vállalati kibocsátást. Az algebrai levezetés során ilyenkor azt tapasztaljuk, hogy az egyenletrendszernek nincs valós megoldása.

### Kiterjesztések
Ugyanez a profitmaximalizálási módszer alkalmazható a rövid távú vállalati döntések levezetésekor is: legyen a k darab termelési tényezőből m szabadon változtatható (következésképpen k‒m a rögzített inputok száma). Ekkor a termelési és a profitfüggvényben is m változó szerepel, és a függvény ezek szerint történő parciális deriválásával m számú egyenletet kapunk, amelyek megoldása – ha létezik és egyértelmű – szolgáltatja a változtatható inputok profitmaximalizáló mennyiségét.
Ha a kibocsátott jószág piaca nem versenyzői piac, akkor P valamilyen függvénye lesz y-nak; ha pedig az i-edik tényező piacán a vállalat mint vevő befolyásolhatja az árat, akkor wi válik xi függvényévé. Mindkét esetben bonyolultabbá válik a profitmaximalizáló input–output kombináció megkeresése, de a fent leírt közgazdasági gondolatmenet továbbra is érvényes.

## Költségminimalizálás
Több okból is felmerülhet az igény arra, hogy a vállalat költségfüggvényeit (összköltség, változó költség stb.) ne a termelési tényezők felhasznált mennyiségeinek, hanem a kibocsátásnak a függvényében fejezzük ki. A költségfüggvények egyéb más hasznos tulajdonságaik mellett lehetővé teszik a vállalat által befolyásolható outputár melletti és az összpiaci kibocsátás és ár egyszerűbb elemzését.

### A költségminimum levezetése
Ahhoz azonban, hogy felírhassuk a költséggörbéket a kibocsátás függvényében, szükség van arra, hogy minden lehetséges y kibocsátási szinthez meghatározzuk azt a tényezőkombinációt, ami mellett az összköltség minimális. Mivel a vállalat racionális döntéshozó, a minimális költségű inputkombinációkat fogja előnyben részesíteni: ha egy tényezőkombináció adott output mellett nem minimális költségű, akkor az inputok mennyiségének megváltoztatásával elérhető egy újabb kombináció, aminek kisebb a költsége, mint az előbbinek. Ekkor viszont az utóbbi kombinációhoz tartozó profit nagyobb, mert a tényezőmennyiségek csak a költségeket befolyásolják, az árbevétel pedig – az output változatlansága miatt – azonos maradt. Vagyis a nem költségminimalizáló termelési döntések biztos, hogy nem profitmaximalizálóak. Megfordítva: a profitmaximum mindig az y-tól függően változó költségminimumok legkedvezőbbike lesz.
A költségminimalizálás során két egyenlet áll rendelkezésünkre: a termelési függvény (ne feledjük, hogy y most paraméter, nem pedig változó), valamint az összköltségfüggvény.
Utóbbi függvény értékét kell minimalizálnunk, az y-nal egyenlő termelési függvény által állított korlátnak (és az inputmennyiségek nemnegativitásának) a figyelembevételével. A feladat megoldható a Lagrange-féle szélsőérték-számítás módszerével. Vázlatosan:
Parciálisan deriválva az inputmennyiségek szerint, majd a deriváltakat 0-val egyenlővé téve:
Vagy vektoregyenlet alakban:
Minden egyenletből kifejezve {\displaystyle \lambda \,}-t:
Vagyis azt mondhatjuk, hogy a költségminimumban:
A törteknek azért a reciprokát írtuk fel, mert így jobban megragadható az egyenlőség közgazdasági tartalma: ott van költségminimum, ahol az utolsó felhasznált pénzegységre jutó határtermék minden felhasznált tényezőre egyenlő. Erre nem nehéz magyarázatot találni: ha az egyik input határterméke nagyobb lenne a többiénél, akkor érdemesebb lenne ebből még többet vásárolni (a többi rovására), ha viszont kisebb volna, akkor célszerű volna lemondani ezen tényezőről, és inkább a többi inputra költeni a vállalat utolsó pénzegységét.
A rögzített inputok értelemszerűen kiesnek a költségminimum levezetése során (konstans érték deriváltja 0).
Összegezve: a költségminimalizálási feladat adott kibocsátási szintre és tényezőárakra határozza meg a vállalat költségminimalizáló inputmennyiségeit, vagyis feltételes tényezőkeresleti függvényeit: {\displaystyle x_{i}(y,w_{1},w_{2},...,w_{n})\,}, valamint az ezekhez tartozó minimális költséget: {\displaystyle C(y,w_{1},w_{2},...,w_{n})\,}.

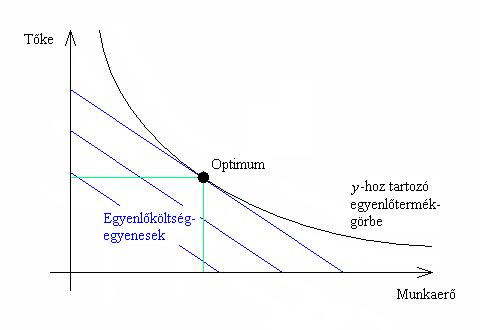
Kéttényezős költségminimalizálás grafikus megközelítésben

### Grafikus módszer
Ha a vállalat által felhasznált tényezők száma kettő (például tőke és munkaerő) és mindkettő szabadon változtatható, akkor a költségminimalizálási probléma grafikusan is szemléltethető. Rögzítsük y értékét, ezután pedig rajzoljunk fel egy derékszögű koordináta-rendszert, ahol a tengelyeken a két input szerepel. Az y-hoz tartozó egyenlőtermék-görbe megrajzolása után úgynevezett egyenlőköltség-egyeneseket (más szóval izocost-egyeneseket) vehetünk fel. Ezek olyan egyenesek, amelyeknek a pontjaihoz tartozó tényezőkombinációk azonos költségűek. Az izocost-egyenesek egyenlete a 2. input mennyiségére rendezve:
Látható, hogy az egyenlőköltség-egyenesek meredeksége {\displaystyle -{\frac {w_{1}}{w_{2}}}}. Az izokvant-görbének azt a pontját célszerű a vállalatnak választania, amelyik a legkisebb költségű. Ez pedig az a pont lesz, ahol egy egyenlőköltség-egyenes éppen érinti az egyenlőtermék-görbét, vagyis a meredekségük egyenlő:
Technikai helyettesítési aránynak (TRS) az izokvantok meredekségét nevezzük. A differenciálszámítás szabályai szerint TRS megegyezik {\displaystyle -{\frac {MP_{1}}{MP_{2}}}}-vel. Ekkor:
Amiből:
Vagyis ugyanoda jutottunk.

### Költségfüggvények

#### Összköltségfüggvény
A fenti levezetés bármely y kibocsátási szintre elvégezhető. Így definiálható az úgynevezett összköltségfüggvény, amely minden y-hoz a megfelelő minimális költségszintet rendeli hozzá:

#### Változó- és állandóköltség-függvény
Az összköltségfüggvényt két másik függvény összegére bonthatjuk szét – egy olyanéra, amely függ y-tól: ez az úgynevezett változó költség, Cy(y); és egy olyanéra, amely a kibocsátástól független konstans: ez az állandó vagy fix költség, F.

#### Határköltségfüggvény
A határköltségfüggvény, MC(y) az összköltségfüggvény y szerinti deriváltjaként adódik:
Kicsit pontatlanul fogalmazva azt a pótlólagos költséget mutatja meg a kibocsátás függvényében, ami egy egységnyi pluszoutput megtermeléséhez szükséges.

#### Átlagköltségfüggvény
Az átlagköltségfüggvényt – AC(y) – az összköltségfüggvény y-nal leosztva kapjuk meg:
Ez a függvény a kibocsátott jószágegységek egyikére jutó, átlagos költséget méri.
Definiálható még átlagos változó költségfüggvény és átlagos állandó költségfüggvény is, ezek az egy outputegységre jutó változó, illetve fix költséggel egyenlők.